# Дикир и трикир
Дикирије и трикирије су богослужбени предмети епископа у православној цркви.
Дикирија јесте свећњак за две укрштене свеће, а трикирија за три. Према литургијским тумачењима две свеће одговарају двема природама Исуса Христа, а три свеће трима Ипостасима Свете Тројице. Између свећа дикирија постављена је слика крста, као показатељ жртве Спаситеља на крсту, али то се не ради на трикирији јер је, према учењу Цркве, подвиг на крсту извршио Христос као богочовек, а не Света Тројица, која је заузврат прихватила и осветила Спаситељеву жртву на крсту. Ови предмети су се појавили у литургијској употреби у четвртом или петом веку.
Током разних момената на служби, старији ипођакони (понекад и ђакони) носе са поштовањем дикирије и трикирије и такође их предају архипастиру ради благосиљања верника. Преостало време током богослужења, ови свети предмети, попут рипиде, стоје на Високом месту у олтару на посебним постољима. Понекад се право употребе дикирија и трикирија у богослужењима даје архимандритима појединих манастира (данас није заступљено).